# Dimitar Mitrowski
Dimitar Mitrowski (mac. Димитар Митровски, ur. 28 stycznia 1999 w Skopju) – północnomacedoński piłkarz, grający na pozycji pomocnika lub napastnika, w północnomacedońskim klubie Akademija Pandew. W latach 2015–2020 młodzieżowy reprezentant kraju.

## Kariera juniorska
W latach 2010–2015 grał w FK Rabotniczkim. Wtedy został wypatrzony przez skautów Hansy Rostock, do klubu przeszedł 1 stycznia 2015.
Długo nie grał na północy Niemiec, gdyż 1 lipca tego samego roku przeszedł do młodzieżówki 1. FC Magdeburg. Grał tam w lidze młodzieżowej, gdzie zadebiutował 15 sierpnia 2015w meczu przeciwko Hercie BSC, przegranym 5:1. Dimitar Mitrovski wszedł na ostatnie 22 minuty. Tydzień później strzelił swojego pierwszego gola, w meczu przeciwko Unionowi Berlin, wygranym 1:0. Północnomacedończyk, mimo że ponownie wszedł na ostatnie 22 minuty, strzelił gola w 69. minucie z rzutu wolnego. Łącznie w Magdeburgu zagrał w 26 meczach, strzelając 6 goli.
29 stycznia 2017 trafił do zespołu U-19 Sportingu Portugal. W 2018 został przeniesiony do drużyny U-23. Debiut w Portugalii zaliczył 19 sierpnia 2019 w meczu przeciwko CD Aves, wygranym 0:4. W debiucie strzelił gola, do siatki trafił w 92. minucie, ustalając wynik meczu. Łącznie dla młodzieżówki Sportingu zagrał w 32 meczach, strzelając 3 gole.

## Kariera seniorska
Od 1 lipca 2020 do 1 lipca roku następnego był włączony do drugiej drużyny Sportingu, w którym jednak nie rozegrał żadnego spotkania.
11 stycznia 2022 podpisał kontrakt z Akademiją Pandew.

## Kariera reprezentacyjna
W ojczystej reprezentacji do lat 17 zagrał 3 mecze w eliminacjach do mistrzostw świata.
W reprezentacji do lat 18 zagrał 3 mecze towarzyskie, w których strzelił 4 gole.
Natomiast w kadrze U-19 zagrał 6 spotkań w eliminacjach do mistrzostw Europy, strzelając 6 goli i dwukrotnie asystując.
W reprezentacji U-21 zagrał w 17 spotkaniach, z czego 12 z nich to były mecze eliminacji do mistrzostw Europy. Strzelił 7 goli i miał 8 asyst.